# 吉納非鯽
吉納非鯽，為輻鰭魚綱鱸形目隆頭魚亞目慈鯛科的其中一種，被IUCN列為極危保育類動物，分布於非洲納米比亞Guinas湖流域，體長可達14公分，棲息在湖泊中底層水域，以藻類為食，成群活動，生活習性不明，可作為觀賞魚。

## 擴展閱讀
維基物種上的相關：吉納非鯽